# Fantine Thó
Fantine Rodrigues Thó (Barra do Garças, Mato Grosso; 15 de febrero de 1979) es una cantante, compositora de canciones, profesora de danza e instructor de yoga brasileña.

## Biografía
Fantine Rodrigues Thó nació el 15 de febrero de 1979 en la ciudad de Barra do Garças, en el estado de Mato Grosso, pero poco quedó en el municipio por su padre ser piloto de avión y ser constantemente trasladado donde pudiera ejercer la profesión. Por eso, durante toda la infancia se mudó a diversos lugares como Brasilia, Goiânia, São Paulo e incluso fuera del país, en Santiago de Chile, donde se quedó hasta 1990. En la capital chilena pasó a hacer clases de teatro, canto, piano y danzas como jazz y zapateado, además de asistir a una escuela estadounidense por seis años. De regreso a Brasil se fijó en Palhoça, en el estado de Santa Catarina, donde aprendió también la guitarra y pasó a participar en festivales. En 1995 se mudó a Campinas, donde, tras terminar los estudios, cursó por dos años la facultad de Periodismo antes de encerrarla para convertirse en salvavidas. A partir de 2000 comenzó a tocar en bares y restaurantes con su hermano Jonathan.

## Carrera
En 2002 venció el talento show Popstars y pasó a integrar el girl group brasileño Rouge hasta 2006, con el que lanzó cuatro álbumes de estudio, Rouge (2002), C'est La Vie (2003), Blá Blá Blá (2004) y Mil y una Noches (2005), vendiendo en total 6 millones de copias y convirtiéndose en el grupo femenino más exitoso de Brasil y uno de los veinte que más vendieron en el mundo. En 2006 formó la banda de rock progresivo Banda Thó con su hermano Jonathan y algunos amigos, la cual no dio continuidad al final del año siguiente, cuando se casó y se mudó a Holanda.
El 25 de noviembre de 2009 lanza su primer EP, Rise, directamente en la plataforma de streaming SoundCloud.  El 20 de febrero de 2015 lanza su primer álbum de forma independiente, Dusty But New, trayendo nueve canciones compuestas por ella, aunque ninguna ha sido liberada oficialmente como single. Este mismo año se convirtió en reportero del portal Do Brasil, que realiza reportajes de vídeo para brasileños que viven en Europa.  En 2016 funda su propio centro de yoga, el Atma Mutriba, en el que pasó a ser instructora. 
En 2017, vuelve con el grupo Rouge para inicialmente cuatro conciertos como parte del proyecto Té de Alice, y luego empezando en el año 2018 una gira con el grupo, además de lanzar un nuevo single.

## Vida personal
En 2005, durante una presentación en Porto Alegre, conoció el sueñoplasta holandés Nick Van Balen, que estaba en el país trabajando en la gira de la banda Cake, iniciando un noviazgo poco tiempo después.  El 13 de julio de 2007 anunció que se había casado con Nick y estuvo embarazada hace cinco meses. En septiembre se cambia a La Haya, en Holanda, donde pasó a vivir desde entonces.  Luego, el 12 de noviembre, nace su hija, Christine.  En 2013 anuncia su separación después de seis años de matrimonio.

## Discografía
- Rise (2009)[3]
- Dusty But New (2015)[4]

## Filmografía
| Año  | Título              | Rol              | Nota                         |
| ---- | ------------------- | ---------------- | ---------------------------- |
| 2002 | Popstars            | Participante     | Temporada 1                  |
| 2002 | Rouge: A História   | Presentadora     |                              |
| 2003 | Romeu e Julieta     | Amiga de Julieta | Especial de final de año     |
| 2013 | Fábrica de Estrelas | Ella misma       | Episódio: "A Volta do Rouge" |

| Año     | Título    | Rol       |
| ------- | --------- | --------- |
| 2016-17 | Do Brasil | reportero |

| Ano  | Título           | Rol        |
| ---- | ---------------- | ---------- |
| 2003 | Xuxa Abracadabra | Ella misma |

## Teatro
| Año     | Título      | Carácter |
| ------- | ----------- | -------- |
| 2010–11 | Saloon Show | Penny    |

## Giras
- Living Room Concerts (2015–2016)